# 河南科技市场
河南科技市场位于河南省郑州市文化路与东风路交汇处。是全国七大常设技术交易场所之一的中西部地区技术交易中心，是河南省最大的IT产品集散地。占地約100亩。
該市場在1993年开业，1994年6月13日由国家科委命名为「国家中部地区技术贸易中心」，並獲得「全国技术市场第二届金桥奖」。 

## 市场规划
河南科技市场由百脑汇、淘宝城、创新大厦等主要节点组成。